# فشارسنج خون

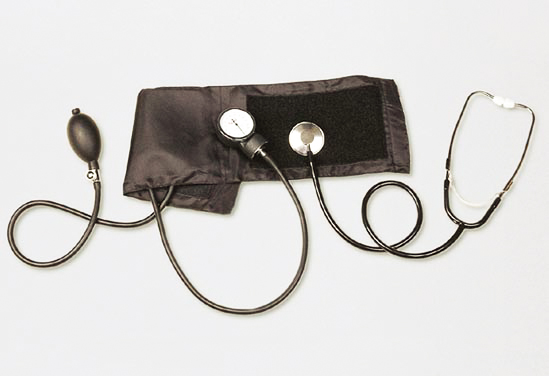
بازوبند فشارخون به‌همراه گوشی پزشکی

فشارسنج خون یا اسفیگمومانومتر (به انگلیسی: Sphygmomanometer) دستگاهی است که در پزشکی برای اندازه‌گیری فشارخون افراد استفاده می‌شود.

## انواع فشارسنج خون

### فشارسنج جیوه‌ای
این نوع فشارسنج مهم‌ترین استاندارد اندازه‌گیری فشارخون شناخته می‌شود. در این دستگاه‌ها، یک ستون جیوه مثل دستگاه دماسنج وجود دارد که فشار را نشان می‌دهد. احتمالِ درست کار نکردن این دستگاه خیلی کم است. ستون جیوه تنها چیزی است که در آن حرکت می‌کند. هنگام خواندن فشار، باید به اعدادی دقت شود که در دو طرف ستون جیوه ارائه شده‌اند. بااین‌حال، استفاده از فشارسنج جیوه‌ای رو به کاهش است، چون جیوه سمّی است و می‌تواند محیط را آلوده کند.

### فشارسنج عقربه‌ای
بعضی از دستگاه‌های فشارسنج عقربه‌ای هستند. فشارسنج عقربه‌ای وسیله‌ای است فنردار که با استفاده از فشار هوا عقربه‌ای را روی صفحهٔ مدرّجی حرکت می‌دهد که هر درجهٔ آن نشانگر یک میلیمتر جیوه است. این نوع فشارسنج ارزان و حملش نسبت به نوع جیوه‌ای راحت‌تر است.

### فشارسنج دیجیتال
فشارسنج‌های دیجیتال به دو مدل مچی و بازوئی تقسیم می‌شوند، از نظر دقت فشارسنج‌های بازوئی گزینه بهتری هستند. ازآنجاکه در موارد نادر دستگاه‌های دیجیتالی و خودکار فشارخون را اشتباه محاسبه می‌کنند، همیشه ترجیح داده می‌شود که از فشارسنج جیوه‌ای استفاده شود و استفاده از دستگاه‌های دیجیتالی تنها برای بیمارانی توصیه می‌شود که توانایی استفاده از این وسایل استاندارد را ندارند.

## استفاده برای جلوگیری از خونریزی
از بازوبند فشارخون نیز می‌توان برای جلوگیری از خونریزی سرخرگیِ دست یا پا به‌جای شریان‌بند استفاده کرد. بازوبند را کمی بالاتر از محل زخم (بین زخم و قلب) قرار دهید و تا حدی آن را باد کنید که خونریزی را متوقف کند. معمولاً میزان فشار لازم برای این کار در افرادی که فشارخون طبیعی دارند mmHg ۱۵۰ (میلیمتر جیوه) است.
پس از کنترل خونریزی، پانسمان روی زخم را برندارید. بازوبند را می‌توانید به مدت ۳۰ دقیقه یا بیشتر هم در محل نگه دارید. فقط باید کاملاً مراقب باشید که در این حین، فشار بازوبند کم نشود. استفاده از این وسیله احتمالاً تنها راه کنترل خونریزی در مصدومینی است که در وسیلهٔ نقلیهٔ له‌شده و تصادفی گیر کرده‌اند. از این وسیله نیز می‌توان پس از کاربرد پانسمان فشاردهنده استفاده کرد.